# 三國志VI
《三國志VI》是一款由光荣公司制作的历史类游戏。本游戏为三国志系列的第六代作品。本游戏首先于1998年在Windows平台发行，游戏后移植至PlayStation和Dreamcast。游戏于1998年10月8日在PlayStation日本地区发行，于2000年3月31日北美地区发行。
本作共有武将520名。武将的能力值分为统率、武力、智力、政治和魅力5项，此外每一位武將的主義夢想成為君臣關係重要關鍵。
本游戏首次運行即時戰略，也影響日後《三國志IX》等續作，此外增加了战役场景模式，这个模式包括历史战役，另外还有三个新的情节和五个简短情节。